# Tân Ngãi
Tân Ngãi là một phường thuộc tỉnh Vĩnh Long, Việt Nam.

## Địa lý
Phường Tân Ngãi có Quốc lộ 1 đi ngang qua và tiếp giáp với sông Cổ Chiên, có vị trí địa lý:
- Phía đông giáp phường Long Châu và Tân Hạnh.
- Phía tây và nam giáp xã Phú Hựu (tỉnh Đồng Tháp).
- Phía bắc giáp xã An Bình và An Hữu (tỉnh Đồng Tháp), ranh giới là sông Cổ Chiên.

Phường Tân Ngãi có diện tích 21,7 km², dân số năm 2025 là 31.294 người, mật độ dân số đạt 1.442 người/km².
Phường có vị trí địa lý thuận lợi, có cầu Mỹ Thuận và đối diện với các điểm du lịch của cù lao An Bình nên phường Tân Ngãi có tiềm lực để phát triển du lịch.

## Lịch sử
Sau năm 1975, xã Tân Ngãi thuộc huyện Châu Thành Tây.
Ngày 11 tháng 3 năm 1977, giải thể huyện Châu Thành Tây, xã Tân Ngãi được sáp nhập vào thị xã Vĩnh Long (nay là thành phố Vĩnh Long).
Ngày 9 tháng 8 năm 1994, thành lập xã Trường An trên cơ sở một phần diện tích và dân số của xã Tân Ngãi.
Ngày 10 tháng 1 năm 2020, Ủy ban Thường vụ Quốc hội ban hành Nghị quyết số 860/NQ-UBTVQH14 về việc sắp xếp các đơn vị hành chính cấp xã thuộc tỉnh Vĩnh Long (nghị quyết có hiệu lực từ ngày 1 tháng 2 năm 2020). Theo đó, thành lập phường Tân Ngãi trên cơ sở toàn bộ 9,00 km² diện tích tự nhiên và 9.546 người của xã Tân Ngãi.
Ngày 16 tháng 6 năm 2025, Ủy ban Thường vụ Quốc hội ban hành Nghị quyết số 1687/NQ-UBTVQH15 về việc sắp xếp các đơn vị hành chính cấp xã của tỉnh Vĩnh Long năm 2025. Theo đó, sắp xếp toàn bộ diện tích tự nhiên, quy mô dân số của các phường Tân Ngãi, Tân Hòa và Tân Hội thành phường mới có tên gọi là phường Tân Ngãi.
Sau khi sáp nhập, phường Tân Ngãi có 21,7 km² diện tích tự nhiên và dân số 31.294 người.

## Hành chính
Phường Tân Ngãi được chia thành 6 khóm: Tân Vĩnh Thuận, Tân Xuân, Tân Thuận An, Vĩnh Bình, Vĩnh Hoà, Vĩnh Phú.